# Jo Vander Meylen
Jo Vander Meylen (1971-) is een (CD&V-)politicus voor de lokale partij Lijst Burgemeester en sedert 1 januari 2023 burgemeester van de Belgische gemeente Beersel.
Voor Vander Meylen voltijds in de politiek stapte was hij directeur van de gemeentelijke basisschool in Huizingen. In 2007 werd hij OCMW-raadslid.
Tussen 2013 en eind 2022 was Vander Meylen 10 jaar voltijds schepen van onder andere onderwijs, jeugd, speelpleinen, buitenschoolse kinderopvang, basiseducatie en scholenbouw.
Sinds aanvang 2022 is Vander Meylen voorzitter van de werkgroep Onderwijs in het Toekomstforum, een samenwerkingsverband van de 35 gemeenten in Halle-Vilvoorde.
Vander Meylen nam de sjerp op 1 januari 2023 over van Hugo Vandaele. De overdracht was reeds afgesproken bij de coalitievorming na de gemeenteraadsverkiezingen van 2018.
Bij de meest recente gemeenteraadsverkiezingen van 13 oktober 2024 behaalde Vander Meylen met zijn partij Lijst Burgemeester een monsterscore van 2.610 voorkeurstemmen en een absolute meerderheid van 15 zetels.